# Berlin-Humboldthain (przystanek kolejowy)
Berlin-Humboldthain – przystanek kolejowy na liniach S1, S2 i S25 S-Bahn w Berlinie. Stacja została otwarta w roku 1935.